# Art Workers' Guild
L’Art Workers' Guild est une organisation créée en 1884 par un groupe d'architectes britanniques proches des idées de William Morris et du mouvement Arts & Crafts. La guilde promeut l'« unité de tous les arts », rejetant la distinction entre beaux-arts et arts appliqués. Elle est opposée à la professionnalisation de l'architecture, qui est promue par le Royal Institute of British Architects à cette époque, dans la peur que le dessin d'architecture créatif soit inhibé par les exigences du professionnalisme.

## Histoire et définition
Les fondateurs de cette guilde sont cinq jeunes architectes du studio de Richard Norman Shaw : William Lethaby (en), Edward Schroeder Prior (en), Ernest Newton (en), Mervyn Macartney et Gerald Horsley (en). Le premier maître est le sculpteur George Blackall Simonds (en), suivi de l'architecte J. D. Sedding (en).
Bien qu'inspirés par le mouvement Arts and Crafts initié par William Morris, les membres de la guilde ne se rattachent pas unaniment à ses goûts médiévaux et beaucoup de l'élan tiré de la religion a été reversé sur l'art, intimant un sérieux moral et un sens de la mission qui ont caractérisé cette guilde.
Les architectes Dunbar Smith et Cecil Brewer ont un studio en face de la Georgian house, au 6, Queen Square, Bloomsbury, et quand ils apprennent que le bien en pleine propriété est à vendre, ils encouragent la guilde à l'acheter. L'arrière de l'édifice est transformé en salle de réception, conçu par F. W. Troup et inauguré le 22 avril 1914. Il est meublé de chaises organisées suivant un motif élaboré à Herefordshire dans les années 1880 par Philip Clisset, copié par la suite par Ernest Gimson et ses successeurs. Les noms de tous les membres jusqu'en l'an 2000 ont été peints sur les murs. Les noms suivants sont eux inscrits sur les murs de la salle d'entrée, connue comme la « Master’s Room ».
L'Art Workers Guild promeut la création en 1887 de la Arts and Crafts Exhibition Society (en).
La guilde est à l'origine exclusive aux hommes, ce qui pousse May Morris à créer en 1907 la Women’s Guild of Arts (en). Les femmes ne sont admises dans la Art Workers Guild qu'à partir des années 1960, et le premier membre féminin est la graveuse Joan Hassall, qui en est également devenue la première femme Maître en 1972.
La guilde est aujourd'hui une société d'artistes, d'artisans et de designers ayant un intérêt commun pour l'interaction, le développement et l'enseignement des compétences créatives. Elle représente une variété de vues sur l'art et recherchent l'authenticité (se voulant étrangère à tout rapprochement politique ou à toute idéologie stylistique).

## Maîtres de la guilde
- 1884-1885 : George Blackall Simonds (en)
- 1886-1887 : J. D. Sedding (en)
- 1888-1889 : Walter Crane
- 1890 : John Brett
- 1891 : Sir W B Richmond
- 1892 : William Morris
- 1893 : John Thomas Micklethwaite (en)
- 1894 : Heywood Sumner (en)
- 1895 : Edward Onslow Ford (en)
- 1896 : Thomas Graham Jackson
- 1897 : Lewis Foreman Day
- 1898 : Thomas Stirling Lee (en)
- 1899 : Mervyn Macartney
- 1900 : Selwyn Image
- 1901 : Frank Short
- 1902 : George Frampton
- 1903 : Charles Harrison Townsend (en)
- 1904 : Emery Walker
- 1905 : Charles Holroyd (en)
- 1906 : Edward Schroeder Prior (en)
- 1907 : William Strang
- 1908 : Frederick William Pomeroy
- 1909 : George Clausen
- 1910 : Halsey Ricardo (en)
- 1911 : William Lethaby (en)
- 1912 : Christopher Whall
- 1913 : Edward Prioleau Warren (en)
- 1914 : Thomas Okey (en)
- 1915 : Henry Richard Hope-Pinker
- 1916 : Harold Speed (en)
- 1917 : Henry Wilson (en)
- 1918 : Walter Shirley (en)
- 1919 : Arthur Rackham
- 1920 : R. W. S. Weir
- 1921 : Robert Anning Bell (en)
- 1922 : Laurence Arthur Turner (en)
- 1923 : Francis W. Troup
- 1924 : Charles Voysey (architecte)
- 1925 : Gilbert Bayes
- 1926 : John Leighton
- 1927 : Francis Newbolt
- 1928 : Francis Ernest Jackson (en)
- 1929 : Charles Robert Ashbee
- 1930 : H. M. Fletcher
- 1931 : Edmund Sullivan[3]
- 1932 : Basil Oliver
- 1933 : Edwin Lutyens
- 1934 : F. L. Griggs (en)
- 1935 : Ernest Gillick (en)
- 1936 : Harry Morley (en)
- 1937 : F. Marriott
- 1938 : Richard Garbe (en)
- 1939-1940 : Hamilton T. Smith
- 1941 : Percy J. Delf Smith
- 1942 : George Parlby
- 1943 : Albert Richardson (en)
- 1944 : W. H. Ansell
- 1945 : James H. Hogan
- 1946 : Cecil Thomas (en)
- 1947 : Stephen J. B. Stanton
- 1948 : Hesketh Hubbard
- 1949 : Darcy Braddell
- 1950 : Leonard Walker
- 1951 : Kenneth Bird
- 1952 : Gerald Cobb
- 1953 : W. Godfrey Allen
- 1954 : William Washington
- 1955 : R.R. Tomlinson
- 1956 : Donald McMorran (en)
- 1957 : Brian D.L. Thomas
- 1958 : Laurence Bradshaw (en)
- 1959 : Henry Medd (en)
- 1960 : Stuart Tresilian (en)
- 1961 : Sydney M. Cockerell
- 1962 : Gordon Russell (en)
- 1963 : Milner Gray (en)
- 1964 : Arthur Llewellyn Smith
- 1965 : William J. Wilson
- 1966 : William F. Howard
- 1967 : John Brandon-Jones (en)
- 1968 : Charles Hutton
- 1969 : Frederick Bentham
- 1970 : Bruce Allsopp
- 1971 : Paul Paget
- 1972 : Joan Hassall
- 1973 : David Peace (en)
- 1974 : Rodney Tatchell
- 1975 : Dennis Flanders (en)
- 1976 : Roderick Enthoven
- 1977 : Arthur Bultitude (en)
- 1978 : Sean Crampton
- 1979 : Gordon Taylor
- 1980 : Peter Foster
- 1981 : Philip Bentham
- 1982 : Margaret Maxwell
- 1983 : John R. Briggs
- 1984 : Peter Shepheard (en)
- 1985 : John Skelton
- 1986 : Paddy Curzon-Price
- 1987 : Roderick Gradidge (en)
- 1988 : Carl Dolmetsch
- 1989 : Roderick Ham
- 1990 : John Lawrence (en)
- 1991 : Anthony Ballantine
- 1992 : Kenneth Budd (en)
- 1993 : Marthe Armitage (en)
- 1994 : Robin Wyatt
- 1995 : Richard Grasby
- 1996 : Glynn Boyd Harte (en)
- 1997 : Josephine Harris (en)
- 1998 : Peyton Skipwith
- 1999 : Ian Beck (en)
- 2000 : Donald Buttress (en)
- 2001 : Zachary Taylor
- 2002 : Edward Greenfield
- 2003 : Christopher Boulter
- 2004 : Sally Pollitzer
- 2005 ! Dick Reid
- 2006 : Stephen Gotlieb
- 2007 : Assheton Gorton
- 2008 : Brian Webb (en)
- 2009 : Alison Jensen
- 2010 : Sophie MacCarthy
- 2011 : Edmund Fairfax Lucy
- 2012 : George Hardie (en)
- 2013 : Julian Bicknell (en)
- 2014 : Prue Cooper
- 2015 : Anthony Paine
- 2016 : David Birch
- 2017 : Phil Abel
- 2018 : Jane Cox
- 2019 : Anne Thorne
- 2020 : Alan Powers

#### Sur la guilde
- (en) J. L. J. Masse, The Art-Workers Guild 1884-1934, Oxford, Printed for the Art-Workers' Guild at the Shakespeare Head Press, 1935 (OCLC 559542296).
- (en) Jonathan M. Woodham, « Art Workers' Guild » dans A Dictionary of Modern Design, Oxford University Press, 2004  (ISBN 9780192800978) (lire en ligne).
- (en) James Stevens Curl, « Art-Workers' Guild » dans A Dictionary of Architecture and Landscape Architecture, Oxford University Press, 2006  (ISBN 9780198606789) (lire en ligne).

#### Sur la guilde dans le mouvement Arts and Crafts
- (en) Rosalind P. Blakesley, The Arts and Crafts Movement, Pbk ed., Londres et New-York, Phaidon, 2009.
- (en) Thomas James, Cobden-Sanderson, The Arts and Crafts Movement, Londres, Hammersmith Publishing Society, 1905.
- (en) David Crawley, Introduction to Victorian Style, Royston, Herts, Eagle Editions, 1998.